# 異域小孔鱂
異域小孔鱂為輻鰭魚綱鯉齒目鯉齒亞目底鱂科的其中一種，為熱帶魚類，分布於美國佛羅里達至德州沿岸淡水及半鹹水流域，體長可達6公分，棲息在鹽度變化大的濕地及紅樹林沼澤底中層水域，生活習性不明，可做為觀賞魚。

## 擴展閱讀
維基物種上的相關：異域小孔鱂